# Systropus formosanus
Systropus formosanus är en tvåvingeart som först beskrevs av Günther Enderlein 1926.  Systropus formosanus ingår i släktet Systropus och familjen svävflugor.
Artens utbredningsområde är Taiwan. Inga underarter finns listade i Catalogue of Life.